# Stazione meteorologica di Guardiaregia
La stazione meteorologica di Guardiaregia è la stazione meteorologica di riferimento per la località di Guardiaregia.

## Coordinate geografiche
La stazione meteo si trova nell'Italia meridionale, in Molise, in provincia di Campobasso, nel comune di Guardiaregia, ad un'altezza di 733 metri s.l.m. e alle coordinate geografiche 41°26′N 14°32′E.

## Dati climatologici
In base alla media trentennale di riferimento 1961-1990, la temperatura media del mese più freddo, gennaio, si attesta a +3,6 °C; quella del mese più caldo, agosto, è di +22,1 °C  .
| Guardiaregia       | Mesi | Mesi | Mesi | Mesi | Mesi | Mesi | Mesi | Mesi | Mesi | Mesi | Mesi | Mesi | Stagioni | Stagioni | Stagioni | Stagioni | Anno |
| Guardiaregia       | Gen  | Feb  | Mar  | Apr  | Mag  | Giu  | Lug  | Ago  | Set  | Ott  | Nov  | Dic  | Inv      | Pri      | Est      | Aut      | Anno |
| ------------------ | ---- | ---- | ---- | ---- | ---- | ---- | ---- | ---- | ---- | ---- | ---- | ---- | -------- | -------- | -------- | -------- | ---- |
| T. max. media (°C) | 6,0  | 7,3  | 10,3 | 15,2 | 19,8 | 23,8 | 27,1 | 27,5 | 23,1 | 17,1 | 11,6 | 8,1  | 7,1      | 15,1     | 26,1     | 17,3     | 16,4 |
| T. min. media (°C) | 1,2  | 1,3  | 3,4  | 6,6  | 10,3 | 13,6 | 16,4 | 16,7 | 13,9 | 9,9  | 6,2  | 3,2  | 1,9      | 6,8      | 15,6     | 10,0     | 8,6  |